# Maurice Lusien
Maurice Lusien est un nageur français né le 17 août 1926 à Paris et mort le 10 mars 2017 à Marseille.

## Biographie
Il est membre de l'équipe de France aux Jeux olympiques d'été de 1948 et aux Jeux olympiques d'été de 1952, prenant part au 200 mètres brasse  ; il est éliminé en séries en 1948 et termine septième en 1952.
Il est médaillé d'argent du 200 mètres brasse aux championnats d'Europe de natation 1950, médaillé d'or du 200 mètres brasse et du relais 3 × 100 mètres trois nages aux Jeux méditerranéens de 1951, médaillé d'or du 200 mètres papillon et du relais 4 × 100 mètres quatre nages aux Jeux méditerranéens de 1955, médaillé d'argent du relais 4 × 100 mètres quatre nages aux Jeux méditerranéens de 1959.
Il est champion de France du 100 mètres brasse en 1958, du 200 mètres brasse à sept reprises (en 1947, 1948, 1949, 1950, 1951, 1952 et 1959) et du 200 mètres papillon en 1953 et 1954.
Il détient le record du monde de natation messieurs du 400 mètres 4 nages du 24 avril au 26 juillet 1953 avec un temps de 5 min 35 s 6 et du 18 mars 1954 au 27 août 1957 avec un temps de 5 min 27 s 3. Il détient aussi le record du monde de natation messieurs du 4 × 100 mètres 4 nages du 22 mars au 1er avril 1953 (avec Gilbert Bozon, Pierre Dumesnil et Alex Jany) avec un temps de 4 min 32 s 2. 
En club, il a été licencié au Cercle des Nageurs de la Marne, au Paris Université Club, au Stade français et au Cercle des nageurs de Marseille.
Il est le mari d'Odette Lusien-Casteur.
Il meurt des suites d'une grippe en mars 2017.